# Scea obliquaria
Scea obliquaria is een vlinder uit de familie van de tandvlinders (Notodontidae). De wetenschappelijke naam van de soort is voor het eerst geldig gepubliceerd in 1906 door William Warren. Het mannelijk exemplaar dat Warren beschreef had een spanwijdte van 29 mm en was afkomstig uit Castro (Paraná) in Brazilië.
Deze vlinder lijkt sterk op Scea auriflamma maar de vleugels zijn volgens Warren langer en minder breed. De buitenste rand van de goudkleurige vlek op de vleugels is recht waar die van S. auriflamma gebogen is.
James S. Miller heeft deze soort in 2009 verplaatst naar het nieuwe geslacht Notascea.